# The Songs of Distant Earth
The Songs of Distant Earth je patnácté studiové album britského multiinstrumentalisty Mika Oldfielda. Bylo vydáno na podzim 1994 (viz 1994 v hudbě) a v britském žebříčku prodejnosti hudebních alb se dostalo nejlépe na 24. příčku.
Album The Songs of Distant Earth je inspirováno sci-fi románem Arthura C. Clarka Zpěv vzdálené Země z roku 1986. Oldfield, který je velkým fanouškem sci-fi, nahrál de facto soundtrack ke knize, neboť děje na albu i v románu jsou shodné. Album je zcela instrumentální a evokuje atmosféru sci-fi. Pro nahrání The Songs of Distant Earth použil Oldfield (na rozdíl od několika předešlých alb) ve velkém množství syntezátory a počítačové smyčky.
V úvodní skladbě „In the Beginning“ je použit zvukový záznam z lodi Apollo 8, ve kterém astronaut William Anders předčítá na Vánoce 1968 při oběhu lodi kolem Měsíce Genesis – 1. knihu Mojžíšovu.
Krátce po vydání alba na CD a LP byla uvedena na trh nová verze na CD s odlišným přebalem. Ta obsahuje navíc datovou stopu s interaktivní aplikací a několika videosekvencemi.

## Skladby
1. „In the Beginning“ (Oldfield) – 1:24
2. „Let There Be Light“ (Oldfield) – 4:57
3. „Supernova“ (Oldfield) – 3:23
4. „Magellan“ (Oldfield) – 4:40
5. „First Landing“ (Oldfield) – 1:16
6. „Oceania“ (Oldfield) – 3:19
7. „Only Time Will Tell“ (Oldfield) – 4:26
8. „Prayer for the Earth“ (Oldfield) – 2:09
9. „Lament for Atlantis“ (Oldfield) – 2:43
10. „The Chamber“ (Oldfield) – 1:48
11. „Hibernaculum“ (Oldfield) – 3:32
12. „Tubular World“ (Oldfield) – 3:22
13. „The Shining Ones“ (Oldfield) – 2:59
14. „Crystal Clear“ (Oldfield) – 5:42
15. „The Sunken Forest“ (Oldfield) – 2:37
16. „Ascension“ (Oldfield) – 5:49
17. „New Beginning“ (Oldfield) – 1:37

## Obsazení
- Mike Oldfield – klávesy, syntezátory, elektrická kytara
- Pandit Dinesh – tabla (malé nestejně naladěné bubínky)
- Cori Josias, Ella Harper, David Nickless, Roame, členové ‘Verulam Consort’, The Tallis Scholars – vokály